# إحسان وفيق السامرائي
إحسان وفيق عبد الله السامرائي (1941 -) كاتب وأديب عراقي،  ترأّسَ تحرير جريدة وعي الجماهير منذ إنشائها يوم 6 تشرين الأول سنة 1963، ثم أصبح في السبعينات رئيساً لتحرير صحيفة المرفأ،  ومديراً لمحطة التلفزيون العراقي في البصرة،  وعضواً قيادياً في حزب حزب البعث العربي الاشتراكي العراقي، انتمى إلى الحزب سنة 1956 حين كان في مرحلة الدراسة المتوسطة، واعتُقلَ سنة 1963 بتهمة الاشتراك في محاولة انقلاب على السلطة،  دُعيَ إلى قاعة الخلد سنة 1979 وسيقَ إلى السجن محكوماً ب10 سنوات،  وبقي فيه حتى سنة 1983، إذ صدر حينئذٍ عفو رئاسي بمناسبة عيد ميلاد صدام حسين يوم 28 نيسان، وفُرضت عليه الإقامة الجبرية في بيته بمدينة البصرة، تفرّغ للعمل الأدبي والتشكيلي، له مقالات وكتب، روى قصة سجنه المهول في مقابلات تلفزيونية مع حميد عبد الله لبرنامج شهادات خاصة، ألهمَهُ الاعتقال فكرة دعوة كل العراقيين المثقفين من جيله الذين أصابهم الضرر ليركبوا سفينة كسفينة نوح، يمخرون بها بحار العالم وقال إن الغرض من ذلك «نريد أن نشعر بشيء من الخلاص والتحرر، نريد حرية التعبير.» ثم استدرك على نفسه وقال «إذا أمكن تحقيق هذا الحلم هل يمكن أن نرى الأشياء بطريقة مختلفة.. مات الكثير من الأصدقاء. هذه محنتنا وما نشعر إزاءه بالحزن نريد فقط أن ننسى هذه الكابوس»،  نُقلَ أولاً إلى المعبد البهائي الذي اتخذتهُ المخابرات معتقلاً، ثم سيقَ إلى معتقل آخر، قال في وصف اعتقاله،  «قصتنا هي خلفية مريرة جعلت البحث فيها مهمة أكبر من الجانب الاعلامي لان الحقيقة التي كنا نود عرضها بعد الاحتلال أصبحت أكثر تعقيدا لان الجماهير تكره الحقيقة لدرجة التقزز».

## سبب الاعتقال

الحكم على إحسان السامرائي مذكوراً في جريدة الجمهورية أقصى يسار الصفحة

في صباح يوم 17 تموز سنة 1979، تلقى أعضاء قيادة كل منطقة دعوة للاجتماع فيما يتعلق بتنازل الرئيس أحمد حسن البكر، وكان قد سبق ذلك التمهيد لإنشاء الوحدة السياسية بين العراق وسورية، فبدأ التساؤل من أعضاء الاجتماع عن مصير الوحدة المخطط لها، وفي يوم 21 تموز تلقى إحسان السامرائي دعوة من مكتب أمانة سر حزب البعث للحضور إلى قاعة الخلد، فحضرَ القاعة يوم 22 تموز، وهناك ذكرَ صدام حسين اسم إحسان السامرائي فيمن اتهمهم بالتواطؤ مع حكومة حافظ الأسد.

## كتبه
- الأنهار السبعة (قصص قصيرة).[13]
- «حركة الفنون التشكيلية والعمارة التراثية».[14]
- رواية (تلك النيران الزرقاء 1978).[15]
- لوحات من البصرة: عبير التوابل والموانئ البعيدة (2008).[16][11]
- (الموت والشاعر)
- رسائل إلى ابنة الشمس.
- للأطفال أن يحبوا).
- الانتظار عند العشب.
- شتاء اللقالق.[17]
- سجل زيارات المكتبة العباسية.[18]

## وصلات خارجية
- إحسان وفيق السامرائي على موقع أرشيف الشارخ.
- شهادات خاصة، روى فيها إحسان السامرائي قصة السجن: الجزء الأول، الجزء الثاني، الجزء الثالث، الجزء الرابع